# Amt Gronau (Leine)
Das Amt Gronau war ein historischer Verwaltungsbezirk im Fürstentum Hildesheim, später dem Königreich Hannover bzw. der preußischen Provinz Hannover. Sitz des Amtmanns war die Stadt Gronau (Leine).

## Geschichte
Burg und Stadt Gronau wurden um 1290 angelegt und bildeten mit dem Dorf Eberholzen eine Verwaltungseinheit. Nach der Hildesheimer Stiftsfehde fielen sie 1523 an Braunschweig-Wolfenbüttel. 1643 wurden sie an das Hochstift Hildesheim zurückgegeben. Im Jahre 1690 trennte die fürstbischöflich-hildesheimische Regierung die Ortschaften der Niederen Börde des Amts Winzenburg verwaltungsmäßig (aber nicht staatsrechtlich) ab und legte sie zum Amt Gronau. Dadurch bildete das Amt Gronau nunmehr eine territoriale Einheit. Unter preußischer Herrschaft (ab 1802) wurde das Amt aufgehoben, nach dem Übergang an das Königreich Hannover 1815 jedoch restituiert und 1815 um das ehemalige Klostergut Haus Escherde vermehrt. 1824 wurde das Amt Poppenburg angeschlossen (ohne die Stadt Elze), 1852 der Poppenburger Teil wieder abgetrennt und ein Amt Elze (mit der Stadt Elze) daraus gebildet. Dem Restgebiet wurde das Patrimonialgericht Banteln mit der Gemeinde Eddinghausen angegliedert. 1859 wurde die Trennung von 1852 revidiert. Im Zuge der Gebietsreform von 1885 ging das Amt im Kreis Gronau auf.

## Gemeinden
Das Amt Gronau bestand bis 1690 lediglich aus zwei Gemeinden in zwei räumlich voneinander getrennten Territorien. Der etwas größere Amtsteil lag nordöstlich von Alfeld mitten im Amt Winzenburg um das kleine Dorf Eberholzen. Der etwas kleinere, wirtschaftlich aber bedeutendere Amtsteil lag nordwestlich davon um die Stadt Gronau, getrennt durch einen breiten Streifen des Amts Winzenburg, mit seiner Westgrenze am Fürstentum Calenberg angrenzend. Alle übrigen unten aufgeführten Gemeinden lagen vor 1690 im Amt Winzenburg. 1690 wurde die Niedere Börde des Amt Winzenburgs (bis auf Sibbesse und Petzum) an Gronau abgetreten, so dass sich das Amt Gronau wesentlich vergrößerte, beide Teile vereinigte und so abgerundet wurde.
Die folgende Tabelle listet alle Gemeinden, die dem Amt Gronau von 1690 bis 1807 angehört haben. Dazu zählt eine Stadt, etliche Dörfer und Weiler, ein Kloster, aber ggf. auch Einzelhäuser und ähnliche Liegenschaften, wenn sie im zu Grunde liegenden Verzeichnis genannt sind. In Spalte 2 ist die Anzahl aller Haushalte im Jahre 1760 verzeichnet, und zwar Freie Häuser, Vollhöfe, Halbspännerhöfe, Viertelspännerhöfe, Großköthnerhöfe, Kleinköthnerhöfe und Brinksitzer zusammengenommen (im Original jeweils einzeln aufgeführt). In Spalte 3 ist die Einwohnerzahl im Jahr 1910 verzeichnet, in Spalte 4 die heutige Gemeindezugehörigkeit. Weitere Anmerkungen stehen in der letzten Spalte.
| Altgemeinde | Haushalte | 1910  | heutige Gemeinde | Anmerkung                                                                                          |
| ----------- | --------- | ----- | ---------------- | -------------------------------------------------------------------------------------------------- |
| Barfelde    | 61        | 546   | Gronau (Leine)   | |
| Betheln     | 91        | 653   | Gronau (Leine)   | Bethelen                                                                                           |
| Brüggen     | 70        | 925   | Gronau (Leine)   | mit einem adligen Hof                                                                              |
| Dötzum      | 6         | 64    | Gronau (Leine)   | Doitzum                                                                                            |
| Eberholzen  | 72        | 652   | Sibbesse         | |
| Eitzum      | 48        | 455   | Gronau (Leine)   | |
| Escherde    | 8         | 142   | Gronau (Leine)   | Benediktinerinnen-Kloster, dazu drei Teichmühlen, 1 Gasthaus, 1 Schäferei. seit 1838 Haus Escherde |
| Gronau      | 239       | 2.717 | Gronau (Leine)   | Stadt und Amtssitz                                                                                 |
| Heinum      | 18        | 147   | Gronau (Leine)   | |
| Hönze       | 28        | 187   | Sibbesse         | |
| Möllensen   | 14        | 106   | Sibbesse         | |
| Nienstedt   | 16        | 111   | Gronau (Leine)   | |
| Rheden      | 79        | 658   | Gronau (Leine)   | |
| Wallenstedt | 39        | 291   | Gronau (Leine)   | |

Zur Zeit seiner Auflösung (1885) umfasste das Amt Gronau folgende Gemeinden:
| - Banteln - Barfelde - Betheln - Brüggen (Leine) - Burgstemmen (mit der Domäne Poppenburg) - Dötzum - Eberholzen | - Eddinghausen - Eime - Eitzum - Elze - Gronau (Leine) - Haus Escherde - Heinum | - Heyersum - Hönze - Mahlerten - Mehle - Möllensen - Nienstedt - Nordstemmen | - Petze - Rheden - Sehlde - Sibbesse - Wallenstedt |

## Drosten und Amtmänner

### Drosten
- 1652–1655: Hermann Christoph von Mandelsloh
- 1669–1670: Johann Philipp von Bockhorst
- 1670: Friedrich von Bockhorst
- 1670–1681: Johann Sigismund von Hehlen
- 1681–1726: Johann Wilhelm von Dumpstorff
- 1726–1743: Franz Gerhard Anton von Dumpstorff
- 1743–1759: Friedrich Edmund von Bennigsen
- 1760–1805: Max Edmund von Bennigsen

### Amtmänner
- 1587-: Ludolf Gladebeck
- Um 1594: Lorenz Backhaus
- 1595/1600: Heinrich Graßhoff
- 1663–1670: Henricus Strube
- 1674–1695: Ach. Wilhelm Drösemeyer
- 1695–1707: Franz Adolf Costerus
- 1709–1720: Ferdinand Brand
- 1720–1761: Georg Theodor Türck
- 1762–1763: Franz Josef hermanni
- 1763–1776: Ernst Josef Pfingsthorn
- 1777–1802: Peter Josef Arnold Klöpper
- 1802–1806: Friedrich Josef Klöpper
- 1807-1813: Unter westphälischer Verwaltung
- 1818–1853: Jobst Heinrich von Pape, Amtmann, ab 1837 Oberamtmann
- 1853–1868: August Friedrich Albrecht von Bothmer, Drost
- 1868–1885: Louis von Engelbrechten, Amtmann, 1874 Geheimer Regierungsrat